# Piroska da Hungria
Irene da Hungria, nascida Piroska (Esztergom, 1088 — Constantinopla, 13 de agosto de 1134) foi uma imperatriz bizantina, esposa de João II Comneno, entre 15 de agosto de 1118 e 13 de agosto de 1134. Ela foi mãe do futuro imperador Manuel I Comneno e foi, posteriormente, considerada uma santa.

## Família
Piroska era filha de Ladislau I da Hungria e de Adelaida da Suábia. Seus avós maternos eram Rodolfo de Rheinfelden e sua segunda esposa Adelaida de Saboia. Adelaide, por sua vez, era filha de Otão I de Saboia e Adelaide de Turim. 
Nascida em Esztergom, sua mãe faleceu em 1090 quando ela tinha apenas dois anos de idade. O pai morreu cinco anos depois, em 29 de julho de 1095, e foi sucedido por seu sobrinho, Colomano da Hungria, que, aparentemente, se tornou o guardião de Piroska.
Com o objetivo de fortalecer as relações com Aleixo I Comneno, do Império Bizantino, Colomano negociou o casamento de Piroska com João Comneno, o filho mais velho de Aleixo com Irene Ducena. Ele já era co-imperador com o pai desde 1 de setembro de 1092 e o herdeiro do trono. As negociações tiveram sucesso e a cerimônia se realizou em 1104, sendo registrada por João Zonaras e João Cinamo.
Após a conversão de Piroksa à fé ortodoxa e sua mudança para Constantinopla, a nova imperatriz foi renomeada "Irene". Ela e João tiveram oito filhos e a principal fonte para seus nomes é a "Crônica" de Nicetas Coniates:
1. Aleixo Comneno (fevereiro de 1106 - 1142), co-imperador entre 1122 e 1142. Seu nascimento também foi registrado na Alexíada de Ana Comnena;
2. Maria Comnena (gêmea de Aleixo), que se casou com o João Rogério Dalasseno.
3. Andrônico Comneno, morto em 1142;
4. Ana Comnena, que se casou com Estéfano Contostefano;
5. Isaac Comneno, morto em 1154;
6. Teodora Comnena, morta em 12 de maio de 1157, casada com Manuel Anemas;
7. Eudóxia Comnena, casada com Teodoro Vatatzes;
8. Manuel I Comneno, morto em 1180, imperador bizantino entre 5 de abril de 1143 e 24 de setembro de 1180.

Irene quase não interferiu no governo bizantino, devotando-se à piedade e aos filhos. Ela morreu em 13 de agosto de 1134 e foi posteriormente canonizada.